# Tōya Nakamura
Tōya Nakamura (中村 桐耶?, Nakamura Tōya; Hokkaidō, 23 luglio 2000) è un calciatore giapponese, difensore del Consadole Sapporo.

## Palmarès

### Club

#### Competizioni nazionali
- Japan Football League: 1

Honda: 2019